# Ezzedine Salim

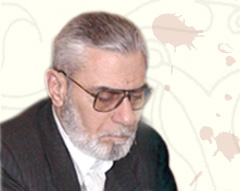
Ezzedine Salim

Ezzedine Salim (arabisch عزّ الدين سليم, DMG ‘Izz ad-Dīn Salīm; * 1943 in Basra; † 17. Mai 2004 in Bagdad), auch bekannt als Abdelzahra Othman Mohammed, war vom 1. Mai 2004 bis zu seinem Tod Präsident des provisorischen irakischen Regierungsrats.

## Leben
Der Schiit Salim war Leiter der islamischen Dawa-Bewegung in der südirakischen Stadt Basra. Er war Schriftsteller, Philosoph, Politiker und Herausgeber mehrerer Zeitungen und Magazine.
Er starb durch einen Bombenanschlag auf seinen Autokonvoi in Bagdad. Er war das zweite Mitglied des provisorischen irakischen Regierungsrats, das durch einen Anschlag ums Leben kam. Zum Anschlag bekannte sich die islamistische Organisation Dschamāʿat al-Tauhīd wa al-Dschihād.